# Avicennia schaueriana
Avicennia schaueriana är en akantusväxtart som beskrevs av Stapf et Leechman och Harold Norman Moldenke. Avicennia schaueriana ingår i släktet Avicennia och familjen akantusväxter. Inga underarter finns listade i Catalogue of Life.